# Banda de Cornetas y Tambores Nuestra Señora del Sol
La Banda de Cornetas y Tambores Nuestra Señora de Sol es una banda de música instrumental de Sevilla, Andalucía, España.

## Historia
En 1932 se creó un grupo de fieles del colegio jesuita de la calle Pajaritos para dar culto a la Virgen del Sol, encabezados por D. Pedro Álvarez-Ossorio Fernández-Palacios. Este grupo decayó con la guerra civil aunque, posteriormente, resurgió en la parroquia del barrio de Los Remedios. En el entorno de dicho grupo Eusebio Álvarez-Ossorio Rojas-Marcos fundó en 1975 la Banda de Cornetas y Tambores de Nuestra Señora del Sol. Por su parte, el grupo de fieles se constituyó como agrupación parroquial en 1986 y como hermandad de penitencia en 2006 coincidiendo en los dos casos como Hermano Mayor el referido fundador. Tiene su sede en la iglesia de San Diego de Alcalá del barrio de El Plantinar.
En su origen se inspiró en la desaparecida Banda de la Policía Armada.
En 1986 recuperó la tradición de tocar las Lágrimas de San Pedro desde la Giralda el 29 de junio. Esta es una tradición de 1403 de que no se interpretaba desde 1961. En 1988 recuperó la tradición de los Gozos de la Inmaculada con la Hermandad del Silencio. También contribuyó a la reorganización de la Centuria del Santo Entierro y al Bando Anunciador del Corpus Christi.
Ha participado en numerosos conciertos y concursos de bandas a nivel nacional.

## Discografía

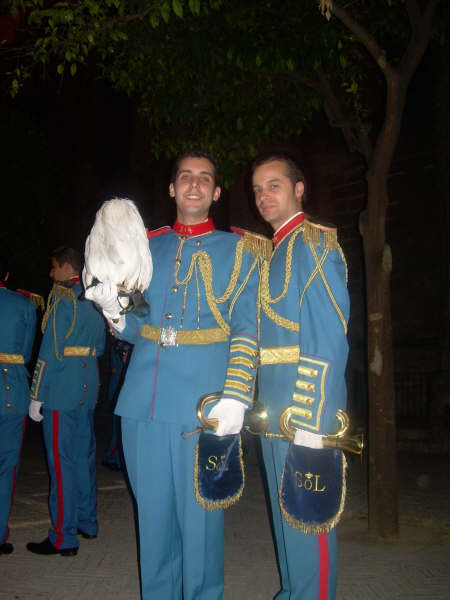
Dos miembros de la banda con el uniforme.

La banda cuenta con la siguiente discografía:
- Clásicos de la música cofrade I (1985)
- Marchas procesionales (1986)
- Clásicos de la música cofrade II (1989)
- Sonidos de Sevilla. XV aniversario (1990)
- Cuando la Semana Santa empieza (1992)
- Sol (1994)
- XX aniversario (1995)
- Sol de Pasión (1996)
- Sones de Sol (1999)
- Bendición (2003)
- Antología musical de Nuestra Señora del Sol (2009)
- Por Sevilla siempre... (2009)
- En clave de Sol...( 2012)